# Syndroom van Noonan
Het syndroom van Noonan is een erfelijke en aangeboren aandoening die meestal wordt veroorzaakt door een afwijking in een bepaald gen, genaamd PTPN11. De belangrijkste kenmerken van het syndroom zijn een hartaandoening, een korte gestalte en bepaalde kenmerkende gelaatstrekken. De symptomen kunnen van persoon tot persoon wel verschillen.

## Naam
Het syndroom van Noonan is genoemd naar de cardioloog Jacqueline Noonan. Zij was degene die in 1963 een beschrijving gaf van het syndroom. Verder wordt het ook wel de mannelijke variant van het syndroom van Turner genoemd of pseudo-turnersyndroom. Er zijn oppervlakkig gezien wel wat overeenkomsten met dit syndroom, dat alleen bij meisjes voorkomt. Dit wordt ook veroorzaakt door een afwijking in het genetisch materiaal (zij het een geheel andere) en bepaalde kenmerken kunnen overeenkomen. Maar daarmee houdt ook iedere vergelijking op. Bovendien is de term mannelijke variant misleidend, omdat het syndroom van Noonan (in tegenstelling tot het syndroom van Turner) bij zowel mannen als vrouwen kan voorkomen.

## Voorkomen
De frequentie is ongeveer 1 op 1000-2500 geboorten. Bij de meeste families met meer dan één aangedane persoon blijkt de afwijking gelokaliseerd op de chromosoom 12q24.1. In 2001 werd gepubliceerd dat ongeveer de helft van de mensen met het syndroom van Noonan een mutatie hadden in het gen PTPN11, dat codeert voor het enzym tyrosinefosfatase SHP-2. Dit eiwit is een onderdeel van verschillende intracellulaire signaaltransductieketens die betrokken zijn bij de embryonale ontwikkeling, onder andere bij de vorming van de hartkleppen. Er zijn echter ook mensen met de hieronder beschreven kenmerken die deze genetische afwijking niet hebben; de diagnose is dus op dit moment nog een klinische.

## Kenmerken
De meest voorkomende kenmerken zijn:
- Een aangeboren hartgebrek
  - Valvulaire pulmonalisstenose (ook wel pulmonalisklepstenose). Dit is een vernauwing van de longslagader ter hoogte van de kleppen. Soms zijn de kleppen ook dysplastisch. Dit betekent dat de kleppen abnormaal gevormd zijn.
  - Hypertrofische cardiomyopathie. Dit is een verdikking van de hartspier met niet goed werkend spierweefsel
  - Atriumseptumdefect. Dit is een gaatje in het boezemtussenschot.
  - Ventrikelseptumdefect. Dit is een gaatje in het kamertussenschot.
- Uiterlijke gelaatskenmerken Deze kenmerken vallen vaak niet op als je het niet weet en vervagen met het ouder worden.
  - Hypertelorisme (ver uiteenstaande ogen)
  - Grote ogen
  - Gebogen wenkbrauwen
  - Ptose (hangende bovenste oogleden)
  - Platte neusbrug (met name op jonge leeftijd)
  - Laagstaande en naar achter gekantelde oren
  - Dikke oorranden
  - Korte hals en brede nek ('webbed neck')
  - Lage haargrens in de nek
- Korte gestalte: Kinderen zijn vaak klein voor hun leeftijd, maar niet extreem. De lichaamsbouw is normaal geproportioneerd. (Er is geen sprake van extra korte ledematen.) De gemiddelde lengte voor volwassen mannen is ongeveer 1,65 meter en volwassen vrouwen 1,55 meter. De kinderen groeien meestal langs de onderste groeilijn. Er is daarbij sprake van een vertraagde rijping van het skelet. Ook de puberteit zet vaak zo'n twee jaren later in dan bij andere kinderen. Sommige kinderen hebben een tekort aan groeihormonen. Ze volgen de P3-curve (de onderste groeicurve voor kinderen).

Andere kenmerken die kunnen voorkomen zijn:
- Verhoogd geboortegewicht, ondanks de iets kortere lengte (zo'n drie centimeter korter dan gemiddeld) veroorzaakt door oedeem (vochtophoping in lichaamsweefsel), waardoor ze relatief veel van hun geboortegewicht verliezen.
- Voedingsproblemen, die zich uiten in slecht, langzaam of soms zelfs niet willen eten en drinken of spugen. Dit probleem lost zich zelf vaak al op op heel jonge leeftijd (peuter)
- Oogafwijkingen, waarbij met name loensen (bijna de helft van alle noonanpatiënten), maar ook bijziendheid voorkomt.
- Vertraagde motorische ontwikkeling, waardoor ze als kind wat 'stuntelig' overkomen. Dit geldt zowel voor de grove als de fijne motoriek, waarbij dat laatste ook leidt tot problemen met schrijven en tekenen.
- Spraakproblemen met name op jonge leeftijd. Ze beginnen later met praten en kinderen articuleren slecht.
- Tandafwijkingen, waarbij tanden laat en in de verkeerde volgorde doorkomen. Ook malocclusie (niet sluitend gebit) komt in een derde van de gevallen voor.
- Gehoorverlies, meestal het gevolg van chronische oorontsteking, maar zelden gaat het om ernstige slechthorendheid.
- Borstbeenafwijking (kippenborst of trechterborst) en wijd uiteenstaande tepels
- Lage spierspanning met overbeweeglijke gewrichten bij kinderen. De kinderen kunnen dan onvoldoende kracht opbouwen in hun spieren en hebben te weinig stevigheid in hun gewrichten.
- Niet-ingedaalde testikels (cryptorchisme), wat tot een verlate puberteit en zelfs onvruchtbaarheid kan leiden.
- Verhoogde neiging tot bloeden, waardoor ze sneller blauwe plekken hebben en langer nabloeden na een verwonding.
- Zeer lichte mentale retardatie (vertraagde geestelijke ontwikkeling). De meeste kinderen met het syndroom van Noonan kunnen op school gewoon meekomen, maar wat vaker dan mensen zonder dit syndroom wordt speciaal onderwijs gevolgd.
- Gedragsproblemen die vaak met het ouder worden verdwijnen. Koppigheid en kinderlijk gedrag, worden vaak genoemd. Dit laatste leidt ertoe dat kinderen met het syndroom van Noonan vaak liever spelen met wat jongere kinderen dan met leeftijdgenootjes.

Dit zijn slechts de meest voorkomende kenmerken. De lijst met kenmerken is nog veel langer, maar van veel kenmerken is moeilijk aan te geven of ze daadwerkelijk worden veroorzaakt door het syndroom. Zo zijn moedervlekken en sproeten (ook een kenmerk) niet alleen bij mensen met het syndroom van Noonan veel aan te treffen. In de praktijk blijken personen met het syndroom van Noonan zelden alle kenmerken te hebben. Sommigen hebben meer van deze kenmerken, anderen minder. En als ze bepaalde kenmerken hebben, is dat nog niet bij een ieder in dezelfde mate.